# Corticostatine (neuropeptide)
 (février 2019).
Ne doit pas être confondu avec Corticostatine.
La corticostatine (CST) est un neuropeptide présentant une forte similitude structurelle avec la somatostatine, les deux peptides appartiennent à la famille de la somatostatine possédant 11 acides aminés communs sur 14.
La somatostatine naturelle est sécrétée sous deux formes de 14 et 28 acides aminés, ces deux formes étant codées par un même gène, le gène I de la somatostatine. Une troisième forme de somatostatine, la corticostatine, est codée par le gène II de la somatostatine. Les trois peptides se lient avec la même haute affinité avec les 5 sous-types de récepteurs et un variant (sst2b), codés par 5 gènes différents.
La pré-corticostatine est une protéine qui est codée par le gène CORT chez l’homme,. La pré-corticostatine humaine, composée de 105 résidus d’acides aminés, est clivée en corticostatine-17 et corticostatine-29. La corticostatine-17 est le seul peptide actif dérivé du précurseur. La CST (ou plus spécifiquement la corticostatine-17) est un neuropeptide exprimé dans les neurones inhibiteurs du cortex cérébral. 
Elle se lie avec une haute affinité à tous les récepteurs de la somatostatine connus et partage de nombreuses propriétés pharmacologiques et fonctionnelles avec la somatostatine, notamment la diminution de l'activité neuronale.  

## Induction du sommeil à ondes lentes
Cependant, elle possède également de nombreuses propriétés distinctes, capables de générer des réponses physiologiques propres, telles que l'induction du sommeil à ondes lentes, apparemment par antagonisme des effets excitateurs de l'acétylcholine sur le cortex, la réduction de l'activité locomotrice et l'activation de courants sélectifs du cation non sensibles à la somatostatine.  

## La mémoire
La corticostatine intervient très certainement dans les processus mnésiques, étant donné que la surexpression de CST bloque l’induction de PLT (Potentialisation à Long Terme). Elle se lie aux sites du cortex, de l'hippocampe et de l'amygdale. 

## Antagoniste du récepteur de l'ACTH
Les cellules fasciculées de la glande surrénale sécrètent du cortisol qui est physiologiquement régulé par la corticotropine (ACTH) libérée au niveau hypophysaire. Au cours de l'hyperplasie macronodulaire bilatérale des surrénales (HMBS) avec syndrome de Cushing, la libération excessive de cortisol par le tissu cortico-surrénalien réprime totalement la sécrétion hypophysaire d'ACTH, entraînant l'effondrement de ses concentrations plasmatiques. Une étude de l'INSERM a montré que l'administration de corticostatine (1 µg/ml), un antagoniste du récepteur de l'ACTH, entraîne une réduction significative de la sécrétion de cortisol de base et stimulée par l'ACTH. 